# Голд, Том
Том Голд (англ. Tom Gauld; род. 1976) — шотландский комиксист и иллюстратор. Его стиль отражает его самоотверженную любовь к «безжалостной комедии, плоскому диалогу, событиям, происходящим за сценой, и впечатляющим персонажам». Другие отмечают, что его работа «сочетает в себе пафос с фарсом» и демонстрирует «случайное сокращение визуальных ключей до более элементарного стиля рисования»

## Карьера
Голд известен своими тремя основными публикациями: «Гигантский робот», « Голиаф» и « Вы все просто завидуете моему реактивному ранцу» . Он также является автором ряда небольших книг, таких как «Хранители королевства», «Роботы», «Монстры» и т. д., «Охотник и художник» и его комикс «Перемещение в город», который еженедельно выходил в лондонском «Тайм-аут» в 2001—2002 годах.
Голд изучал иллюстрацию в Эдинбургском колледже искусств, где он впервые начал рисовать комиксы «всерьез» и в Королевском колледже искусств . В Королевском колледже искусств он работал с подругой Симоне Лиа . Вместе они самостоятельно опубликовали комиксы «Первый» и «Второй» под рубрикой «Кабанон Пресс» которую они начали в 2001 году. (Эти два тома были впоследствии опубликованы издательством Bloomsbury в 2003 году под названием «Оба» .)
В рамках коммерческих проектов Голд проделал работу в качестве мультипликатора; В одном из интервью он прокомментировал: «Комиксы — это много работы, но анимация … это было слишком».)
Его книги в настоящее время публикуются издательством Drawn and Quarterly, и он регулярно выпускает комиксы и иллюстрации для The New Yorker (включая обложки), The New York Times, The Guardian и New Scientist .
В интервью 2012 года Голд рассказал, что начал работу над книгой, которая была даже длиннее, чем Голиаф (но не «Все вы просто завидуете моему реактивному ранцу»).

## Влияния
В интервью 2011 года Голд перечислил своих любимых картунистов: Уильяма Хита Робинсона, Гэри Ларсона, Роза Часта, Ричарда Макгуайра, Бена Качора, Дэниела Клоуза, Криса Уэйра и Йохена Гернера.

## Личная жизнь
Голд вырос в сельской местности на севере Шотландии и говорил, что всегда хотел заниматься чем-то творческим, связанным с рисованием. Сейчас он живёт в Лондоне со своей женой, художницей Джо Тейлор и своими детьми.
Хотя его полнометражная книга «Голиаф» основана на одноимённой библейской фигуре, Голд не религиозен.

## Bibliography
- First (with Simone Lia) (2001)
- Guardians of the Kingdom (2001)
- Second (with Simone Lia) (2002)
- Three Very Small Comics vol. 1 (2002)
- Both (with Simone Lia) (2003)
- Move to the City (French) (2004)
- Three Very Small Comics vol. 2 (2004)
- Robots, Monsters etc. (2006)
- Three Very Small Comics vol. 3 (2007)
- The Hairy Monster: a guide (2006)
- Hunter and Painter (2007)
- The Wise Robot Will Answer Your Question Now (2008)
- The Gigantic Robot (2009)
- 12 Postcards (2010)
- Голиаф Goliath (2012)
- Вы просто завидуете моему реактивному ранцу You’re All Just Jealous of My Jetpack (2013)
- Лунный коп Mooncop (2016)
- Готовим с КафкойBaking With Kafka (2017)
- The snooty bookshop : fifty literary postcards (2018)